# Vermogensinflatie
Vermogensinflatie (Engels: asset-price inflation) is een economisch fenomeen waarbij de prijzen van activa aanhoudend stijgen (vastgoed, aandelen, obligaties...). Deze prijsinflatie is niet terug te vinden in de klassieke indexen, die alleen de prijsontwikkeling van consumptiegoederen weerspiegelen.
Een stuwende factor achter vermogensinflatie is de beschikbaarheid van overvloedig krediet. Naarmate de prijsstijgingen langer aanhouden, worden de kredietvoorwaarden losser (lagere rentevoeten, minder vereisten inzake eigen inbreng en inkomensniveau, optimistischere waarderingen...), waardoor nóg hogere prijzen mogelijk worden. Uiteindelijk springt de zeepbel en vallen de vermogensprijzen in elkaar. Dit kan zware gevolgen hebben voor de reële economie, zoals bleek uit de Tulpenmanie (1637), de Dotcom-bubbel (2000) en de Kredietcrisis (2008).